# Patroba di Pozzuoli

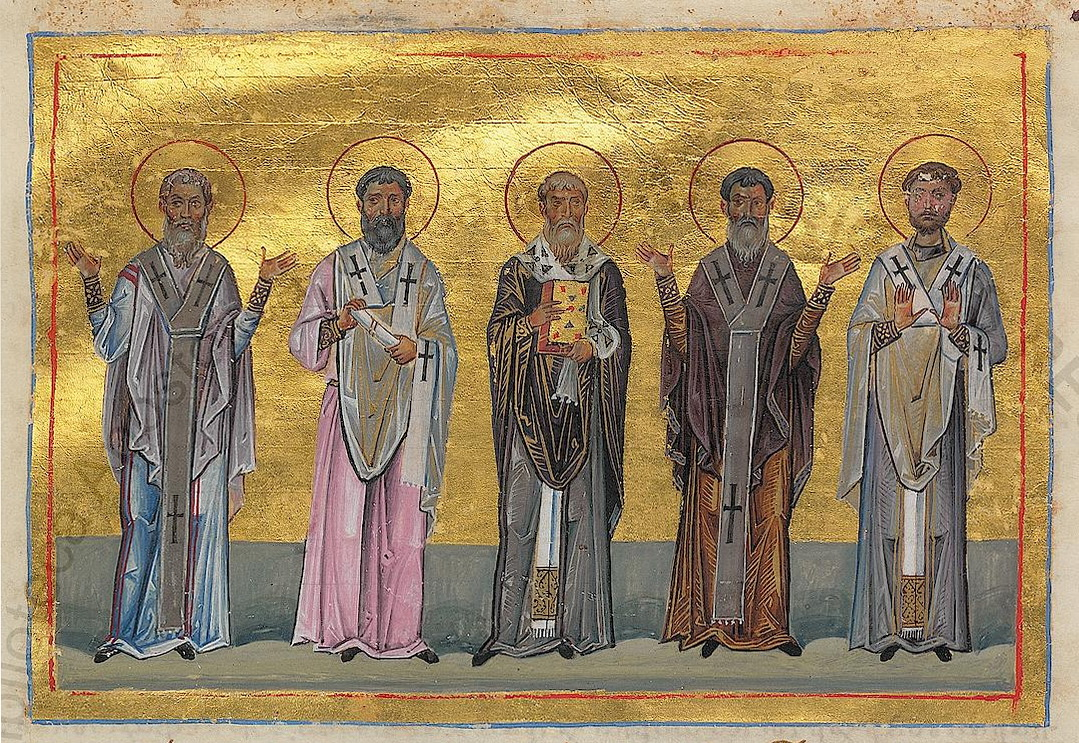
Miniatura raffigurante i santi Patroba, Erma, Lino, Caio e Filologo, venerati dalle chiese ortodosse il 5 novembre.

Patroba (in greco Πατροβᾶς?), o Patrobulo, è un personaggio biblico, menzionato da san Paolo nei saluti finali della sua lettera ai Romani 16,14 e tradizionalmente considerato protovescovo di Pozzuoli.

## Agiografia
Secondo alcune fonti apocrife bizantine, posteriori al V secolo, attribuite allo Pseudo-Doroteo e allo Pseudo-Ippolito, Patroba sarebbe stato uno dei Settanta discepoli di Gesù e primo vescovo di Pozzuoli.
A Pozzuoli l'esistenza di un vescovo di nome Patroba era ignota fino al XVI secolo, quando le tradizioni orientali furono conosciute anche in Occidente. Patroba entrò così nella cronotassi dei vescovi puteolani e venne inserito nel martirologio romano, venerato il 4 novembre, con san Filologo. Con la riforma del martirologio a norma dei decreti del concilio Vaticano II, la sua memoria è stata omessa.
Probabilmente per un'errata lettura dei testi greci, anche Napoli rivendicò l'episcopato di Patroba, che venne inserito nei cataloghi dei vescovi napoletani a partire da Bartolomeo Chioccarello nel 1643; ancora all'inizio del Novecento alcuni autori sostenevano questa ipotesi.
Secondo alcune tradizioni, che Francesco Lanzoni qualifica come «leggende recentissime», all'origine del cristianesimo a Penne in Abruzzo ci sarebbe uno dei Settanta discepoli di Gesù, chiamato Patras (o Patruas o Patrasso), probabile deformazione del nome Patroba menzionato nella lettera ai Romani e ricordato nelle fonti apocrife bizantine.
La Chiesa ortodossa fa memoria di san Patroba il 5 novembre, con i suoi compagni apostoli Erma, Lino, Caio e Filologo.